# Cicurina alpicora
Cicurina alpicora är en spindelart som beskrevs av Barrows 1945. Cicurina alpicora ingår i släktet Cicurina och familjen kardarspindlar. Inga underarter finns listade i Catalogue of Life.